# Yongping
För andra betydelser, se Yongping (olika betydelser).
Yongping, tidigare stavat Yungping, är ett härad i Dali, en autonom prefektur för baifolket i Yunnan-provinsen i sydvästra Kina. 